# Canotaj la Jocurile Olimpice de vară din 2020 - Patru vâsle masculin
Proba masculină de patru vâsle de la Jocurile Olimpice de vară din 2020 a avut loc în perioada 23-27 iulie 2021 pe Sea Forest Waterway.

## Program
Orele sunt ora Japoniei (UTC+9) 
| Data                    | Timp | Etapă        |
| ----------------------- | ---- | ------------ |
| Vineri, 23 iulie 2021   | 8:30 | Calificări   |
| Duminică, 25 iulie 2021 | 8:30 | Recalificări |
| Marți, 27 iulie 2021    | 8:30 | Finalele A/B |

## Rezultate

### Calificări
Primele 2 echipaje din fiecare serie se califică direct în finală, iar celelalte vor concura în recalificări.

#### Calificări - cursa 1
| Loc | Culoar | Concurenți                                                                   | Țară           | Timp    | Note |
| --- | ------ | ---------------------------------------------------------------------------- | -------------- | ------- | ---- |
| 1   | 5      | Dirk Uittenbogaard Abe Wiersma Tone Wieten Koen Metsemakers                  | Olanda         | 5:39,80 | C    |
| 2   | 4      | Jack Cleary Caleb Antill Cameron Girdlestone Luke Letcher                    | Australia      | 5:41,54 | C    |
| 3   | 2      | Harry Leask Angus Groom Tom Barras Jack Beaumont                             | Marea Britanie | 5:42,01 | R    |
| 4   | 1      | Yi Xudi Zang Ha Liu Dang Zhang Quan                                          | China          | 5:43,44 | R    |
| 5   | 3      | Armandas Kelmelis Martynas Dziaugys Dovydas Nemeravicius Dominykas Jancionis | Lituania       | 6:03,07 | R    |

#### Calificări - cursa 2
| Loc | Culoar | Concurenți                                                                 | Țară     | Timp    | Note |
| --- | ------ | -------------------------------------------------------------------------- | -------- | ------- | ---- |
| 1   | 2      | Dominik Czaja Wiktor Chabel Szymon Posnik Fabian Baranski                  | Polonia  | 5:39,25 | C    |
| 2   | 3      | Simone Venier Andrea Panizza Luca Rambaldi Giacomo Gentili                 | Italia   | 5:39,28 | C    |
| 3   | 1      | Juri-Mikk Udam Allar Raja Tonu Endrekson Kaspar Taimsoo                    | Estonia  | 5:47,12 | R    |
| 4   | 4      | Martin Helseth Olaf Karl Tufte Jan Oscar Stabe Helvig Erik Andre Solbakken | Norvegia | 5:49,02 | R    |
| 5   | 5      | Tim Ole Naske Karl Schulze Hans Gruhne Max Appel                           | Germania | 5:50,11 | R    |

### Recalificări
Primele două echipaje s-au calificat în finală, celelalte urmând a concura în Finala B (care nu contează pentru acordarea de medalii).
| Loc | Culoar | Concurenți                                                                   | Țară           | Timp    | Note |
| --- | ------ | ---------------------------------------------------------------------------- | -------------- | ------- | ---- |
| 1   | 3      | Harry Leask Angus Groom Tom Barras Jack Beaumont                             | Marea Britanie | 5:55,91 | FA   |
| 2   | 4      | Juri-Mikk Udam Allar Raja Tonu Endrekson Kaspar Taimsoo                      | Estonia        | 5:56,52 | FA   |
| 3   | 2      | Yi Xudi Zang Ha Liu Dang Zhang Quan                                          | China          | 5:56,86 | FB   |
| 4   | 5      | Martin Helseth Olaf Karl Tufte Jan Oscar Stabe Helvig Erik Andre Solbakken   | Norvegia       | 6:02,85 | FB   |
| 5   | 1      | Tim Ole Naske Karl Schulze Hans Gruhne Max Appel                             | Germania       | 6:02,86 | FB   |
| 6   | 6      | Armandas Kelmelis Martynas Dziaugys Dovydas Nemeravicius Dominykas Jancionis | Lituania       | 6:14,73 | FB   |

### Finale

#### Finala B
| Loc | Culoar | Concurenți                                                                   | Țară     | Timp    | Note |
| --- | ------ | ---------------------------------------------------------------------------- | -------- | ------- | ---- |
| 7   | 3      | Yi Xudi Zang Ha Liu Dang Zhang Quan                                          | China    | 5:46,07 |      |
| 8   | 4      | Tim Ole Naske Karl Schulze Hans Gruhne Max Appel                             | Germania | 5:46,78 |      |
| 9   | 2      | Martin Helseth Olaf Karl Tufte Jan Oscar Stabe Helvig Erik Andre Solbakken   | Norvegia | 5:47,34 |      |
| 10  | 1      | Armandas Kelmelis Martynas Džiaugys Dovydas Nemeravičius Dominykas Jančionis | Lituania | 5:51,64 |      |

#### Finala A
| Loc | Culoar | Concurenți                                                  | Țară           | Timp    | Note |
| --- | ------ | ----------------------------------------------------------- | -------------- | ------- | ---- |
| 1   | 4      | Dirk Uittenbogaard Abe Wiersma Tone Wieten Koen Metsemakers | Olanda         | 5:32,03 |      |
| 2   | 1      | Harry Leask Angus Groom Tom Barras Jack Beaumont            | Marea Britanie | 5:33,75 |      |
| 3   | 5      | Jack Cleary Caleb Antill Cameron Girdlestone Luke Letcher   | Australia      | 5:33,97 |      |
| 4   | 3      | Dominik Czaja Wiktor Chabel Szymon Posnik Fabian Baranski   | Polonia        | 5:34,27 |      |
| 5   | 2      | Simone Venier Andrea Panizza Luca Rambaldi Giacomo Gentili  | Italia         | 5:37,29 |      |
| 6   | 6      | Jüri-Mikk Udam Allar Raja Tõnu Endrekson Kaspar Taimsoo     | Estonia        | 5:38,58 |      |